# Ban Johnson
Ban Johnson, właśc. Byron Bancroft Johnson (ur. 5 stycznia 1865, zm. 28 marca 1931) – amerykański działacz baseballowy, prezydent American League, członek Baseball Hall of Fame.
Johnson uczęszczał do Oberlin College, Marietta College i University of Cincinnati. W 1886 podczas drugiego roku studiów zrezygnował z dalszej edukacji i podjął pracę jako dziennikarz sportowy w Cincinnati Commercial-Gazette. Jesienią 1893 został prezydentem Western League, w późniejszym okresie przemianowanej na American League, która w 1901 został jedną z dwóch (obok National League) głównych lig baseballowych w Stanach Zjednoczonych. W tym samym roku utworzono National Commission, nadzorującą rozgrywki obydwu lig, w skład której wchodzili Johnson, prezydent National League Henry Pulliam i właściciel Cincinnati Reds Garry Herrmann. Instytucję zlikwidowano w 1920 po skandalu mającym miejsce podczas World Series 1919 i utworzono stanowisko komisarza MLB, na które powołano Kenesawa Mountaina Landisa.
Będący w konflikcie z Landisem Ban Johnson zrezygnował z funkcji prezydenta ligi w 1927. Zmarł 28 marca 1931 w wieku 66 lat. W 1937 został uhonorowany członkostwem w Baseball Hall of Fame.